# Thuur Camps
Thuur Camps (* 7. Januar 1955 in Rijswijk, Niederlande; † 19. Mai 1988 in Berlin) war ein niederländischer Maler und Grafiker.
Er studierte an der Hochschule der Künste in Berlin und ist den Richtungen Neue/Junge Wilde, Neoexpressionismus, Heftige Malerei zuzuordnen. Der seit 1981 in Berlin lebende Künstler starb 1988 im Alter von nur 33 Jahren. Thuur Camps hinterließ in seiner kurzen Schaffenszeit ein Gesamtoeuvre von über 90 Bildern. An der Publikation Santo Morelli (erschienen in der Edition Mariannenpresse, Berlin 1986, ISBN 3-922510-35-3) war Camps als Grafiker beteiligt.

## Ausstellungen und Kataloge
- 1984: Berlin '84, Galerie Garage, Berlin, Text von Hermann Wiesler, Gemeinschaftsausstellung[1]
- 1988: Galerie VAN ALOM, Berlin
- 1990: Stedelijk Museum, Zutphen und in der Galerie Beeld & Aambeeld, Enschede
- 2009: Kunstverein ArtHaus e.V., Schloss Ahaus – Münsterland